# Стоура-Дуймун
Стоура-Дуймун (фар. Stóra Dímun) — один из южных островов Фарерского архипелага. По морю до острова можно добраться только в периоды ясной и тёплой погоды, но существует регулярное сообщение с помощью вертолёта, дважды в неделю в течение всего года. На острове есть маяк.
В декабре 2021 года население острова составляло 10 человек.

## Название
Фарерское слово «stóra» означает «большой». Слово «dímun» происходит от кельтского слова «dímuinn», означающего «двуглавая сопка». Это объясняет, почему соседний остров называется Луйтла-Дуймун («lítla» означает «малый»).
В начале XX века среди учёных (Я. Якобсен, Ф. Нансен) было распространено мнение, что название было дано острову кельтами, жившими на Фарерах до прихода скандинавов. В более современных исследованиях подтверждается высокая вероятность кельтского происхождения слова «dímun» и указываются примеры географических объектов Исландии, Шетландских и Оркнейских островов с названиями, содержащими этот элемент, но утверждается, что это слово не связано с доскандинавским населением Фарер и является лишь древнескандинавским заимствованием из гэльских языков.

## Население
До 1920 года на острове существовали руины старой церкви, но в настоящее время их уже нет. На Стоура-Дуймун расположены два пика: Хёгодж (Høgoyggj, 396 м) и Клеттаднир (Klettarnir, 308 м). С XIII века остров был домом для многих семей, но в настоящее время только две семьи из семи человек живут на острове.

## Ферма
На южной части острова существует ферма, которая и образует поселение. Почва на ферме плодородна, поскольку она удобрена большим количеством помёта морских птиц за тысячи лет. Ферма знаменита урожаем турнепса и производством овчины.
В течение летнего сезона остров посещают туристы. 

## Ключевая орнитологическая территория
Организация BirdLife International считает остров ключевой орнитологической территорией, поскольку это важное место гнездования морских птиц, в особенности прямохвостых качурок (15 000 пар), тупиков (40 000 пар) и обыкновенных чистиков (50 пар)

## Галерея

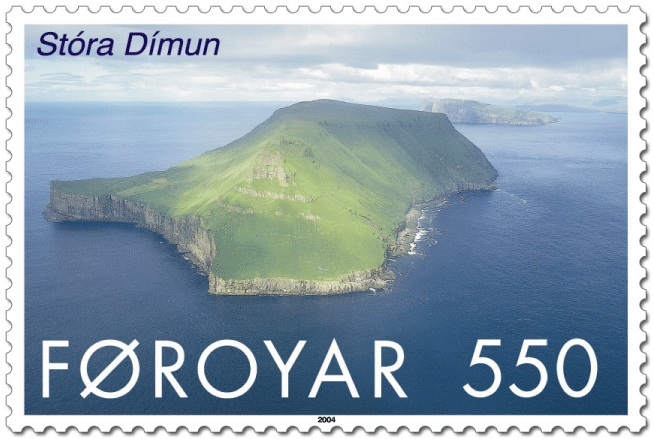
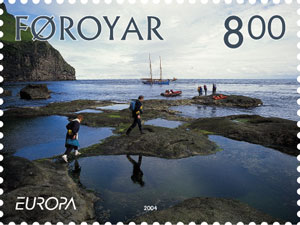
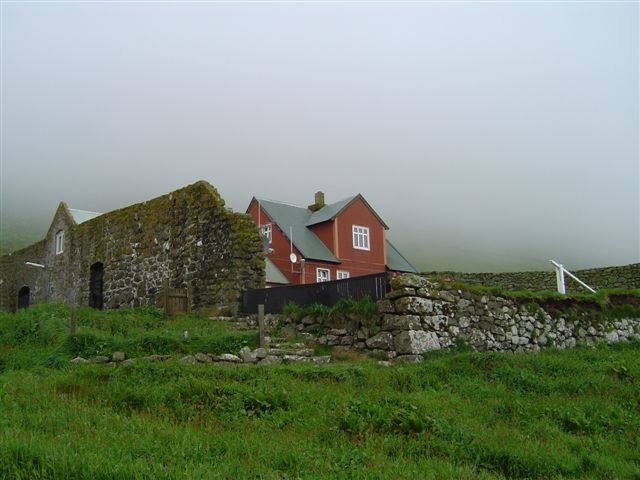
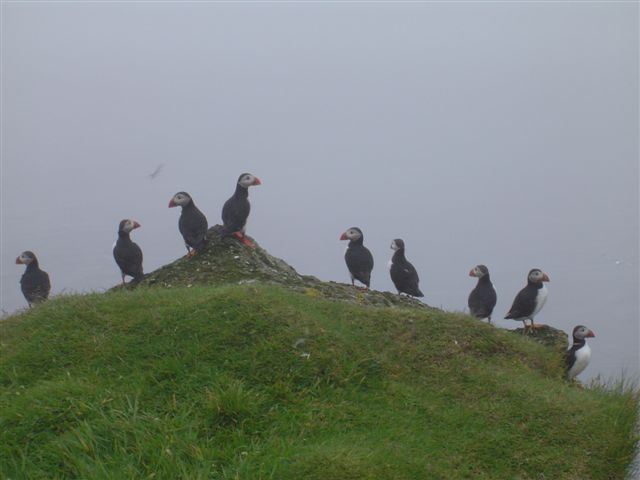